# Tetragonia robusta
Tetragonia robusta är en isörtsväxtart som beskrevs av Edward Fenzl, William Henry Harvey och Sond. Tetragonia robusta ingår i släktet tetragonior, och familjen isörtsväxter. Inga underarter finns listade i Catalogue of Life.